# Lac Kaackakwakamak
Lac Kaackakwakamak är en sjö i Kanada.   Den ligger i regionen Mauricie och provinsen Québec, i den sydöstra delen av landet, 400 km norr om huvudstaden Ottawa. Lac Kaackakwakamak ligger 400 meter över havet.
Trakten runt Lac Kaackakwakamak är nära nog obefolkad, med mindre än två invånare per kvadratkilometer.